# Tornei di tennis femminili indipendenti nel 1974
Nel 1974 alcuni tornei di tennis femminili facevano parte del Virginia Slims Circuit 1974, altri del Women's International Grand Prix 1974, ma alcuni non erano inseriti in nessuno dei 2 circuiti.

## Calendario

### Gennaio
| Settimana  | Torneo                                                                                            | Vincitore                                                         | Finalista                            | Semifinalisti | Eliminati ai quarti |
| ---------- | ------------------------------------------------------------------------------------------------- | ----------------------------------------------------------------- | ------------------------------------ | ------------- | ------------------- |
| 6 gennaio  | Border Championships 1974 East London, Sudafrica Cemento Singolare - Doppio                       | Linky Boshoff 7-5 6-1                                             | Ilana Kloss                          |               |                     |
| 6 gennaio  | Border Championships 1974 East London, Sudafrica Cemento Singolare - Doppio                       | Linky Boshoff Ilana Kloss 6-4 6-2                                 | Pat Bostrom Sharon Walsh             |               |                     |
| 6 gennaio  | BP Nationals 1974 Auckland, Nuova Zelanda Erba Singolare - Doppio                                 | Lesley Hunt walkover                                              | Marilyn Pryde-Lawrence               |               |                     |
| 6 gennaio  | BP Nationals 1974 Auckland, Nuova Zelanda Erba Singolare - Doppio                                 | Kathy Bryan Philips 7-5 1-6 7-5                                   | Judy Connor Chaloner Beverley Vercoe |               |                     |
| 6 gennaio  | BP Nationals 1974 Auckland, Nuova Zelanda Erba Singolare - Doppio                                 | Doppio misto: Judy Connor Richard Hawkes 6-3 3-6 6-4              | Kathy Bryan Bryan                    |               |                     |
| 12 gennaio | Natal Open 1974 Durban, Sudafrica Cemento Singolare - Doppio                                      | Sharon Walsh 6-2 6-1                                              | Brenda Kirk                          |               |                     |
| 12 gennaio | Natal Open 1974 Durban, Sudafrica Cemento Singolare - Doppio                                      | Sue Mapin Sharon Walsh Linky Boshoff Ilana Kloss titolo condiviso |                                      |               |                     |
| 12 gennaio | Heineken Open 1974 Auckland, Nuova Zelanda Erba Singolare - Doppio                                | Evonne Goolagong Cawley 6-2 6-1                                   | Ann Kiyomura                         |               |                     |
| 12 gennaio | Heineken Open 1974 Auckland, Nuova Zelanda Erba Singolare - Doppio                                | Evonne Goolagong Cawley Janet Young 7-6 6-1                       | Peggy Michel Wendy Turnbull          |               |                     |
| 13 gennaio | Pacific Coast Indoors 1974 Portland, USA Campo indoor Singolare - Doppio                          | Julie Anthony 5-7 6-4 7-6                                         | Mona Schallau                        |               |                     |
| 13 gennaio | Pacific Coast Indoors 1974 Portland, USA Campo indoor Singolare - Doppio                          | Susan Hagey Jane Stratton 5-7 6-4 7-6                             | Julie Anthony Mona Schallau          |               |                     |
| 20 gennaio | New Zealand Hard Court Championships 1974 Whangerei, Nuova Zelanda Terra rossa Singolare - Doppio | Evonne Goolagong Cawley 6-4 6-4                                   | Peggy Michel                         |               |                     |
| 20 gennaio | New Zealand Hard Court Championships 1974 Whangerei, Nuova Zelanda Terra rossa Singolare - Doppio | Evonne Goolagong Cawley Peggy Michel 7-5 6-0                      | Ann Kiyomura Wendy Turnbull          |               |                     |
| 20 gennaio | New Zealand Hard Court Championships 1974 Whangerei, Nuova Zelanda Terra rossa Singolare - Doppio | Doppio misto: Evonne Goolagong Russell Simpson 6-3 6-4            | Sue Barker H. Lloyd                  |               |                     |

### Febbraio
| Settimana   | Torneo                                                                                           | Vincitore                                               | Finalista                         | Semifinalisti | Eliminati ai quarti |
| ----------- | ------------------------------------------------------------------------------------------------ | ------------------------------------------------------- | --------------------------------- | ------------- | ------------------- |
| 3 febbraio  | New South Wales Hard Court Championships 1974 Quirindi, Australia Terra rossa Singolare - Doppio | Evonne Goolagong Cawley 4-6 6-1 6-1                     | Christine O'Neil                  |               |                     |
| 3 febbraio  | New South Wales Hard Court Championships 1974 Quirindi, Australia Terra rossa Singolare - Doppio | Evonne Goolagong Peggy Michel 6-3 6-3                   | Christine O'Neil Jenny Walker     |               |                     |
| 3 febbraio  | Parklands Championships 1974 Nairobi, Kenya Singolare - Doppio                                   | Annette Coe 6-1 6-2                                     | Corinne Molesworth                |               |                     |
| 3 febbraio  | Parklands Championships 1974 Nairobi, Kenya Singolare - Doppio                                   | Beverley Annette Coe 6-3 6-3                            | B. Wanke Corinne Molesworth       |               |                     |
| 3 febbraio  | Scandanavian Covered Court Championships 1974 Oslo, Norvegia Campo indoor Singolare - Doppio     | Lesley Charles 6-4 6-4                                  | Elen Grindvold                    |               |                     |
| 3 febbraio  | Scandanavian Covered Court Championships 1974 Oslo, Norvegia Campo indoor Singolare - Doppio     | Sue Mappin Paulina Peisachov 6-2 6-2                    | Lesley Charles Jill Cooper        |               |                     |
| 10 febbraio | All-Union Winter Championships 1974 Salavat, Unione Sovietica Campo indoor Singolare - Doppio    | Ol'ga Morozova 6-4 4-6 6-2                              | Yelena Granaturova                |               |                     |
| 10 febbraio | All-Union Winter Championships 1974 Salavat, Unione Sovietica Campo indoor Singolare - Doppio    | Ol'ga Morozova Yevgenia Biriukova 6-3 6-4               | Rauza Islanova Komarova           |               |                     |
| 10 febbraio | All-Union Winter Championships 1974 Salavat, Unione Sovietica Campo indoor Singolare - Doppio    | Doppio misto: Ol'ga Morozova Konstantin Pugayev 6-4 6-4 | Yevgenia Biryukova Ligachev       |               |                     |
| 10 febbraio | Torneo di Mombasa 1974 Mombasa, Kenya Singolare - Doppio                                         | Anna-Maria Nasuelli 6-3 6-3                             | Annette Coe                       |               |                     |
| 10 febbraio | Torneo di Mombasa 1974 Mombasa, Kenya Singolare - Doppio                                         | Annette Coe Corinne Molesworth 6-3 6-4                  | Jane Davies Anna-Maria Nasuelli   |               |                     |
| 10 febbraio | Paxton Women's International 1974 Worcester, USA Campo indoor Singolare - Doppio                 | Cecilia Martinez 6-2 6-4                                | Kristy Pigeon                     |               |                     |
| 10 febbraio | Paxton Women's International 1974 Worcester, USA Campo indoor Singolare - Doppio                 | Cecilia Martinez Patricia Bostrom 6-2 7-5               | Jill Schwikert Joy Schwikert      |               |                     |
| 17 febbraio | Providence Women's Internernational 1974 Providence, USA Campo indoor Singolare - Doppio         | Sally Greer 2-6 7-6 7-6                                 | Cecilia Martinez                  |               |                     |
| 17 febbraio | Providence Women's Internernational 1974 Providence, USA Campo indoor Singolare - Doppio         | Patricia Bostrom Ann Kiyomura 6-7 6-3 6-3               | Sally Greer Naoko Satō            |               |                     |
| 24 febbraio | Barnett Bank Classic Fort Myers 1974 Fort Myers, USA Terra rossa Singolare - Doppio              | Kate Latham 6-3 4-6 6-4                                 | Janet Haas                        |               |                     |
| 24 febbraio | Barnett Bank Classic Fort Myers 1974 Fort Myers, USA Terra rossa Singolare - Doppio              | Renáta Tomanová Mirka Kozeluhova Bendlova 7-5 6-7 7-6   | Sally Greer Naoko Satō            |               |                     |
| 24 febbraio | Kenya Open 1974 Nairobi, Kenya Singolare - Doppio                                                | Annette Coe 6-4 1-6 6-4                                 | Corinne Molesworth                |               |                     |
| 24 febbraio | Kenya Open 1974 Nairobi, Kenya Singolare - Doppio                                                | Annette Coe Anna-Maria Nasuelli 6-1 6-4                 | Jane Davies                       |               |                     |
| 24 febbraio | Moscow International Indoor Open 1974 Mosca, USSR Campo indoor Singolare - Doppio                | Ol'ga Morozova 6-3 6-1                                  | Marina Krošina                    |               |                     |
| 24 febbraio | Moscow International Indoor Open 1974 Mosca, USSR Campo indoor Singolare - Doppio                | Marina Chuvyrina Galina Bakšeeva 7-5 6-1                | Yevgenia Biriukova Ol'ga Morozova |               |                     |

### Marzo
| Settimana | Torneo                                                                                               | Vincitore                                               | Finalista                                 | Semifinalisti | Eliminati ai quarti |
| --------- | --- | ------------------------------------------------------- | ----------------------------------------- | ------------- | ------------------- |
| 3 marzo   | Barnet Bank Classic Winter Haven 1974 Winter Haven, USA Terra rossa Singolare - Doppio               | Betsy Nagelsen 6-2 6-4                                  | Donna Ganz                                |               |                     |
| 3 marzo   | Barnet Bank Classic Winter Haven 1974 Winter Haven, USA Terra rossa Singolare - Doppio               | Betsy Nagelsen Patty Ann Reese 6-0 6-4                  | Mirka Kozeluhova Bendlova Renáta Tomanová |               |                     |
| 3 marzo   | Egyptian International Cairo Championships 1974 Il Cairo, Egitto Terra rossa Singolare - Doppio      | Marie Neumannova Pinterova 2-6 6-1 6-2                  | Helga Schultze-Hösl                       |               |                     |
| 3 marzo   | Egyptian International Cairo Championships 1974 Il Cairo, Egitto Terra rossa Singolare - Doppio      | Marina Chuvyrina Kakuliya 8-6 6-3                       | Lea Pericoli Baraldi                      |               |                     |
| 4 marzo   | Perth Championships 1974 Perth, Australia Singolare - Doppio                                         | Christine Matison 6-0 7-5                               | L. Cooper                                 |               |                     |
| 4 marzo   | Perth Championships 1974 Perth, Australia Singolare - Doppio                                         |                                                         |                                           |               |                     |
| 10 marzo  | Barnett Bank Classic Seabring 1974 Seabring, USA Terra rossa Singolare - Doppio                      | Mary-Ann Eisel Curtis 6-3 6-3                           | Patty Ann Reese                           |               |                     |
| 10 marzo  | Barnett Bank Classic Seabring 1974 Seabring, USA Terra rossa Singolare - Doppio                      | Ching Ling Chang Wendy Turnbull 6-3 7-5                 | Renáta Tomanová Mirka Kozeluhova Bendlova |               |                     |
| 10 marzo  | River Plate Championships 1974 Buenos Aires, Argentina Terra rossa Singolare - Doppio                | Fiorella Bonicelli 6-4 3-6 7-5                          | Beatrix Araujo                            |               |                     |
| 10 marzo  | River Plate Championships 1974 Buenos Aires, Argentina Terra rossa Singolare - Doppio                | Fiorella Bonicelli Raquel Giscafré 6-2 3-6 6-3          | Patricia Bianchi Ines Roget               |               |                     |
| 10 marzo  | Japanese National Indoors 1974 Tokyo, Giappone Campo indoor Singolare - Doppio                       | Kazuko Sawamatsu 6-1 6-0                                | Kimiyo Yagahara                           |               |                     |
| 10 marzo  | Japanese National Indoors 1974 Tokyo, Giappone Campo indoor Singolare - Doppio                       | Kayoko Fukuoka Kazuko Sawamatsu 6-1 6-0                 | Toskiko Sade Yasuda                       |               |                     |
| 10 marzo  | Swedish Indoor Championships 1974 Göteborg, Svezia Campo indoor Singolare - Doppio                   | Ingrid Bentzer 6-4 6-4                                  | Margareta Strandberg                      |               |                     |
| 10 marzo  | Swedish Indoor Championships 1974 Göteborg, Svezia Campo indoor Singolare - Doppio                   |                                                         |                                           |               |                     |
| 11 marzo  | South-West Districts Championships 1974 Warrnambool, Australia Singolare - Doppio                    | Kerry Harris 6-2 6-2                                    | Janet Young                               |               |                     |
| 11 marzo  | South-West Districts Championships 1974 Warrnambool, Australia Singolare - Doppio                    |                                                         |                                           |               |                     |
| 17 marzo  | Barnett Bank Classic Ocala 1974 Ocala, USA Terra rossa Singolare - Doppio                            | Renáta Tomanová 6-0 7-6                                 | Mirka Kozeluhova Bendlova                 |               |                     |
| 17 marzo  | Barnett Bank Classic Ocala 1974 Ocala, USA Terra rossa Singolare - Doppio                            | Zenda Liess Sandy Stap 6-2 1-6 6-3                      | Laurie Tenney Sue Medmedbasich            |               |                     |
| 18 marzo  | Egyptian International Alexandria Championships 1974 Il Cairo, Egitto Terra rossa Singolare - Doppio | Marina Chuvyrina 6-3 5-7 6-4                            | Marie Neumannová                          |               |                     |
| 18 marzo  | Egyptian International Alexandria Championships 1974 Il Cairo, Egitto Terra rossa Singolare - Doppio |                                                         |                                           |               |                     |
| 24 marzo  | Barnett Bank Classic Pensacola 1974 Pensacola, USA Terra rossa Singolare - Doppio                    | Renáta Tomanová 4-6 6-4 6-1                             | Yevgenia Biriukova                        |               |                     |
| 24 marzo  | Barnett Bank Classic Pensacola 1974 Pensacola, USA Terra rossa Singolare - Doppio                    | Patti Hogan Mimi Wikstedt 6-7 6-4 7-6                   | Renáta Tomanová Mirka Kozeluhova Bendlova |               |                     |
| 24 marzo  | Trofeo International 1974 Madrid, Spagna Terra rossa Singolare - Doppio                              | Carmen Perea 6-3 6-2                                    | Ana Maria Estalella                       |               |                     |
| 24 marzo  | Trofeo International 1974 Madrid, Spagna Terra rossa Singolare - Doppio                              |                                                         |                                           |               |                     |
| 28 marzo  | Torneo di Beaulieu 1974 Beaulieu-sur-Mer, Francia Terra rossa Singolare - Doppio                     | Gail Sherriff Chanfreau Lovera 6-2 6-2                  | Monique van Haver                         |               |                     |
| 28 marzo  | Torneo di Beaulieu 1974 Beaulieu-sur-Mer, Francia Terra rossa Singolare - Doppio                     |                                                         |                                           |               |                     |
| 28 marzo  | Torneo di Beaulieu 1974 Beaulieu-sur-Mer, Francia Terra rossa Singolare - Doppio                     | Doppio misto: Gail Chanfreau Patrick Hombergen 7-5 6-1  | Nora Lauteslager Tadeusz Nowicki          |               |                     |
| 31 marzo  | Aztec Rotary Club of Jacksonville 1974 Jacksonville, USA Terra rossa Singolare - Doppio              | Sue Stap 6-3 1-6 6-1                                    | Ilana Kloss                               |               |                     |
| 31 marzo  | Aztec Rotary Club of Jacksonville 1974 Jacksonville, USA Terra rossa Singolare - Doppio              | Glynis Coles-Bond Katja Burgemeister Ebbinghaus 6-3 6-3 | Sue Stap Ilana Kloss                      |               |                     |
| 31 marzo  | Monte Carlo Internernational 1974 Monte Carlo, Monaco Terra rossa Singolare - Doppio                 | Odile de Roubin 8-6 6-6 ritiro                          | Gail Sherriff Chanfreau Lovera            |               |                     |
| 31 marzo  | Monte Carlo Internernational 1974 Monte Carlo, Monaco Terra rossa Singolare - Doppio                 |                                                         |                                           |               |                     |

### Aprile
| Settimana | Torneo                                                                                           | Vincitore                                                 | Finalista                      | Semifinalisti | Eliminati ai quarti |
| --------- | ------------------------------------------------------------------------------------------------ | --------------------------------------------------------- | ------------------------------ | ------------- | ------------------- |
| 7 aprile  | Aztec Of Costa Mesa 1974 Costa Mesa, USA Cemento Singolare - Doppio                              | Kazuko Sawamatsu 7-6 6-4                                  | Kate Latham                    |               |                     |
| 7 aprile  | Aztec Of Costa Mesa 1974 Costa Mesa, USA Cemento Singolare - Doppio                              | Pat Bostrom Kazuko Sawamatsu 6-0 6-4                      | Betty Ann Hansen Penny Moor    |               |                     |
| 7 aprile  | Nice Lawn Tennis Club Championships 1974 Nizza, Francia Terra rossa Singolare - Doppio           | Gail Sherriff Chanfreau Lovera 6-3 6-1                    | Heide Schildeknecht-Orth       |               |                     |
| 7 aprile  | Nice Lawn Tennis Club Championships 1974 Nizza, Francia Terra rossa Singolare - Doppio           | Gail Sherriff Chanfreau Lovera Maria Nasuelli 1-6 6-2 6-0 | Lucia Bassi Lea Pericoli       |               |                     |
| 14 aprile | WTA Monte Carlo 1974 Monte Carlo, Monaco Terra rossa Singolare - Doppio                          | Gail Sherriff Chanfreau Lovera 6-5 ritiro                 | Heide Schildeknecht-Orth       |               |                     |
| 14 aprile | WTA Monte Carlo 1974 Monte Carlo, Monaco Terra rossa Singolare - Doppio                          |                                                           |                                |               |                     |
| 14 aprile | Aztec Classic Of Phoenix 1974 Phoenix, USA Cemento Singolare - Doppio                            | Dianne Fromholtz 6-3 6-0                                  | Kate Latham                    |               |                     |
| 14 aprile | Aztec Classic Of Phoenix 1974 Phoenix, USA Cemento Singolare - Doppio                            | Dianne Fromholtz Janet Young walkover                     | Ann Kiyomura Betsy Nagelsen    |               |                     |
| 14 aprile | San Luis Potosi International 1974 San Luis Potosi, Messico Singolare - Doppio                   | Cecelia Langre 1-6 6-4 7-6                                | Gina Diaz Ponce                |               |                     |
| 14 aprile | San Luis Potosi International 1974 San Luis Potosi, Messico Singolare - Doppio                   | De Balbiers L Gongora 6-2 6-4                             | Cecilia Langre T Salvidea      |               |                     |
| 16 aprile | Southport Hard Court Championships 1974 Southport, Gran Bretagna Terra rossa Singolare - Doppio  | Lindsey Beaven 6-0 6-4                                    | Corinne Molesworth             |               |                     |
| 16 aprile | Southport Hard Court Championships 1974 Southport, Gran Bretagna Terra rossa Singolare - Doppio  |                                                           |                                |               |                     |
| 16 aprile | Tally Ho Tournament 1974 Birmingham, Gran Bretagna Terra rossa Singolare - Doppio                | Ann Jones 6-0 6-1                                         | A Lloyd                        |               |                     |
| 16 aprile | Tally Ho Tournament 1974 Birmingham, Gran Bretagna Terra rossa Singolare - Doppio                |                                                           |                                |               |                     |
| 16 aprile | Israeli International Passover Championships 1974 Tel Aviv, Israele Singolare - Doppio           | Judith Connor 6-2 6-1                                     | Norma Eastburn                 |               |                     |
| 16 aprile | Israeli International Passover Championships 1974 Tel Aviv, Israele Singolare - Doppio           | Judith Connor Janine Strauss 7-6 7-6                      | D Eastburn Norma Eastburn      |               |                     |
| 20 aprile | Cumberland Hard Court Championships 1974 Hampstead, Gran Bretagna Terra rossa Singolare - Doppio | Veronica Burton 4-6 9-8 6-2                               | Paulina Peisachov              |               |                     |
| 20 aprile | Cumberland Hard Court Championships 1974 Hampstead, Gran Bretagna Terra rossa Singolare - Doppio | Lesley Charles Sue Mappin 6-3 6-2                         | Annette Coe Corinne Molesworth |               |                     |
| 20 aprile | International Spring Tournament 1974 Haifa, Israele Singolare - Doppio                           | Judith Connor 6-3 7-5                                     | D Eastburn                     |               |                     |
| 20 aprile | International Spring Tournament 1974 Haifa, Israele Singolare - Doppio                           |                                                           |                                |               |                     |
| 21 aprile | Malaysian International Championships 1974 Kuala Lumpur, Malaysia Singolare - Doppio             | Lany Kaligis 7-5 3-6 6-3                                  | Lita Sugiarto                  |               |                     |
| 21 aprile | Malaysian International Championships 1974 Kuala Lumpur, Malaysia Singolare - Doppio             | Lany Kaligis Lita Sugiarto 6-2 5-7 9-7                    | Lois Raymond Gwen Stirton      |               |                     |
| 21 aprile | Malaysian International Championships 1974 Kuala Lumpur, Malaysia Singolare - Doppio             | Doppio misto: Pam Whytcross Bernard Pinto 6-4 6-3         | Lois Raymond Ernie Ewert       |               |                     |
| 21 aprile | Aztec Of Dallas 1974 Dallas, USA Singolare - Doppio                                              | Dianne Fromholtz 6-4 2-6 6-3                              | Mary Struthers                 |               |                     |
| 21 aprile | Aztec Of Dallas 1974 Dallas, USA Singolare - Doppio                                              | Wendy Appleby Lindsay Blachford 6-2 6-3                   | Jill Schwikert Joy Schwikert   |               |                     |
| 21 aprile | Nice Mediterranean Championships 1974 Nizza, Francia Terra rossa Singolare - Doppio              | Judith Dibar-Gohn 7-6 6-4                                 | Florența Mihai                 |               |                     |
| 21 aprile | Nice Mediterranean Championships 1974 Nizza, Francia Terra rossa Singolare - Doppio              | Judith Gohn Florența Mihai 2-6 6-3 10-8                   | M Janssens Jehanne Venturino   |               |                     |
| 22 aprile | Aztec Of Atlanta 1974 Atlanta, USA Singolare - Doppio                                            | Betsy Nagelsen 6-3 4-6 6-4                                | Ceci Martinez                  |               |                     |
| 22 aprile | Aztec Of Atlanta 1974 Atlanta, USA Singolare - Doppio                                            | Ceci Martinez Betsy Nagelsen 4-6 6-2 6-4                  | Sue Barker Linda Mottram       |               |                     |
| 27 aprile | Norwich Tournament 1974 Norwich, Gran Bretagna Terra rossa Singolare - Doppio                    | Lesley Charles 7-5 6-1                                    | Lindsey Beaven                 |               |                     |
| 27 aprile | Norwich Tournament 1974 Norwich, Gran Bretagna Terra rossa Singolare - Doppio                    | Lesley Charles Sue Mappin 9-8 6-4                         | Annette Coe Corinne Molesworth |               |                     |
| 27 aprile | Socialist Nations Tournament 1974 Soči, Unione Sovietica Singolare - Doppio                      | Nataša Čmyreva 7-5 6-4                                    | Yvonna Brzakova                |               |                     |
| 27 aprile | Socialist Nations Tournament 1974 Soči, Unione Sovietica Singolare - Doppio                      | Nataša Čmyreva Korzun 6-4 2-6 6-2                         | Baranova Golikova              |               |                     |
| 28 aprile | Ojai Valley Championships 1974 Ojai, USA Cemento Singolare - Doppio                              | Kathy May 2-6 6-0 6-1                                     | Sue Hagey                      |               |                     |
| 28 aprile | Ojai Valley Championships 1974 Ojai, USA Cemento Singolare - Doppio                              | Lea Antonoplis Sue Hagey 6-3 7-5                          | Roberts Jane Stratton          |               |                     |

### Maggio
| Settimana | Torneo                                                                                            | Vincitore                                              | Finalista                                     | Semifinalisti | Eliminati ai quarti |
| --------- | ------------------------------------------------------------------------------------------------- | ------------------------------------------------------ | --------------------------------------------- | ------------- | ------------------- |
| 4 maggio  | WTA Lee-on-Solent 1974 Lee-on-the-Solent, Gran Bretagna Terra rossa Singolare - Doppio            | Gail Sherriff Chanfreau Lovera 6-2 6-2                 | Sue Mappin                                    |               |                     |
| 4 maggio  | WTA Lee-on-Solent 1974 Lee-on-the-Solent, Gran Bretagna Terra rossa Singolare - Doppio            | Gail Sherriff Chanfreau Lovera Patti Hogan 6-1 6-0     | Mandy Morgan Pam Whytcross                    |               |                     |
| 5 maggio  | Sutton Hard Court Championships 1974 Sutton, Gran Bretagna Terra rossa Singolare - Doppio         | Lindsey Beaven 1-6 6-4 7-6                             | Veronica Burton                               |               |                     |
| 5 maggio  | Sutton Hard Court Championships 1974 Sutton, Gran Bretagna Terra rossa Singolare - Doppio         |                                                        |                                               |               |                     |
| 11 maggio | Flemming Women's International 1974 Roma, Italia Terra rossa Singolare - Doppio                   | Monique Salfati-di Maso 6-4 6-1                        | Sue Barker                                    |               |                     |
| 11 maggio | Flemming Women's International 1974 Roma, Italia Terra rossa Singolare - Doppio                   | Lucia Bassi Daniela Porzio 6-2 2-6 6-1                 | Florence Guedy Gail Sherriff Chanfreau Lovera |               |                     |
| 11 maggio | Paddington Hard Court Championships 1974 Paddington, Gran Bretagna Terra rossa Singolare - Doppio | Jackie Fayter-Hough 6-2 6-3                            | Helle Sparre-Viragh                           |               |                     |
| 11 maggio | Paddington Hard Court Championships 1974 Paddington, Gran Bretagna Terra rossa Singolare - Doppio | Jackie Fayter-Hough Patricia Coleman-Gregg 7-6 1-6 6-4 | Mandy Morgan Pam Whytcross                    |               |                     |
| 12 maggio | California State Championships 1974 Portola Valley, USA Cemento Singolare - Doppio                | Kate Latham 6-1 6-4                                    | Marcy O'Keefe                                 |               |                     |
| 12 maggio | California State Championships 1974 Portola Valley, USA Cemento Singolare - Doppio                | Kate Latham Denise Triolo 7-5 3-6 6-4                  | J Brogran M Downing                           |               |                     |
| 12 maggio | Southern California Sectionals 1974 Los Angeles, USA Cemento Singolare - Doppio                   | Kathy May 6-4 7-6                                      | Lindsay Morse                                 |               |                     |
| 12 maggio | Southern California Sectionals 1974 Los Angeles, USA Cemento Singolare - Doppio                   | Lea Antonoplis Sue Hagey 6-3 6-4                       | Maricaye Christenson Kathy May                |               |                     |
| 18 maggio | Surrey Hard Court Championships 1974 Guildford, Gran Bretagna Terra rossa Singolare - Doppio      | Carrie Meyer 6-3 8-6                                   | Jackie Fayter-Hough                           |               |                     |
| 18 maggio | Surrey Hard Court Championships 1974 Guildford, Gran Bretagna Terra rossa Singolare - Doppio      | Lesley Charles Sue Mappin 6-3 6-2                      | Patti Hogan Rowena Whitehouse                 |               |                     |
| 26 maggio | British Hard Court Championships 1974 Bournemouth, Gran Bretagna Terra rossa Singolare - Doppio   | Virginia Wade 6-1 3-6 6-1                              | Julie Heldman                                 |               |                     |
| 26 maggio | British Hard Court Championships 1974 Bournemouth, Gran Bretagna Terra rossa Singolare - Doppio   | Virginia Wade Julie Heldman 6-2 6-2                    | Patti Hogan Sharon Walsh                      |               |                     |
| 27 maggio | Tulsa Invitation 1974 Tulsa, USA Terra rossa Singolare - Doppio                                   | Joanne Russell 6-4 6-7 6-4                             | Mary Hamm                                     |               |                     |
| 27 maggio | Tulsa Invitation 1974 Tulsa, USA Terra rossa Singolare - Doppio                                   | Joanne Russell Donna Stockton 6-1 5-7 7-6              | Sue Hagey Sandy Stap                          |               |                     |

### Giugno
| Settimana | Torneo                                                                                | Vincitore                                     | Finalista                            | Semifinalisti | Eliminati ai quarti |
| --------- | ------------------------------------------------------------------------------------- | --------------------------------------------- | ------------------------------------ | ------------- | ------------------- |
| 1º giugno | Torneo di Lytham St Annes 1974 Lytham St Annes, Gran Bretagna Erba Singolare - Doppio | Beverley Vercoe 6-2 6-1                       | Jennie Helliar                       |               |                     |
| 1º giugno | Torneo di Lytham St Annes 1974 Lytham St Annes, Gran Bretagna Erba Singolare - Doppio |                                               |                                      |               |                     |
| 1º giugno | West of Scotland Championships 1974 Newlands, Gran Bretagna Erba Singolare - Doppio   | Dianne Fromholtz Balestrat 6-3 6-1            | Jenny Dimond-Gardiner                |               |                     |
| 1º giugno | West of Scotland Championships 1974 Newlands, Gran Bretagna Erba Singolare - Doppio   |                                               |                                      |               |                     |
| 1º giugno | Surrey Grass Court Championships 1974 Surbiton, Gran Bretagna Erba Singolare - Doppio | Sue Barker 6-2 7-5                            | Sue Mappin                           |               |                     |
| 1º giugno | Surrey Grass Court Championships 1974 Surbiton, Gran Bretagna Erba Singolare - Doppio | Sue Mappin Lesley Charles 6-1 6-0             | Sue Barker Kate Latham               |               |                     |
| 3 giugno  | Tournoi Du Casg 1974 Parigi, Francia Terra rossa Singolare - Doppio                   | Elvira Weisenberger 6-1 6-2                   | Frederique Thibault                  |               |                     |
| 3 giugno  | Tournoi Du Casg 1974 Parigi, Francia Terra rossa Singolare - Doppio                   |                                               |                                      |               |                     |
| 3 giugno  | Berlin Championships 1974 Berlino, Germania Terra rossa Singolare - Doppio            | Helga Schultze-Hösl 6-4 6-0                   | Raquel Giscafré                      |               |                     |
| 3 giugno  | Berlin Championships 1974 Berlino, Germania Terra rossa Singolare - Doppio            | Helga Schultze-Hösl Raquel Giscafré 6-1 6-1   | Cora Creydt Heidi Reetmeyer          |               |                     |
| 8 giugno  | Torneo di Chichester 1974 Chichester, Gran Bretagna Erba Singolare - Doppio           | Paulina Peisachov 6-2 6-2                     | Sue Barker                           |               |                     |
| 8 giugno  | Torneo di Chichester 1974 Chichester, Gran Bretagna Erba Singolare - Doppio           | Carrie Meyer Rowena Whitehouse 6-1 6-3        | Chris O'Neil Jenny Walker            |               |                     |
| 8 giugno  | Northern Championships 1974 Manchester, Gran Bretagna Erba Singolare - Doppio         | Kate Latham 6-3 6-4                           | Lesley Charles                       |               |                     |
| 8 giugno  | Northern Championships 1974 Manchester, Gran Bretagna Erba Singolare - Doppio         | Lesley Charles Sue Mappin 6-1 6-3             | Patti Hogan Greer Stevens            |               |                     |
| 15 giugno | Kent Championships 1974 Beckenham, Gran Bretagna Erba Singolare - Doppio              | Paulina Peisachov 5-7 6-3 6-4                 | Kate Latham                          |               |                     |
| 15 giugno | Kent Championships 1974 Beckenham, Gran Bretagna Erba Singolare - Doppio              | Greer Stevens Rowena Whitehouse 6-2 6-4       | Sally Greer Betsy Nagelsen           |               |                     |
| 15 giugno | Merseyside Tournament 1974 Merseyside, Gran Bretagna Erba Singolare - Doppio          | Patty Ann Reese 6-4 6-4                       | Janet Haas                           |               |                     |
| 15 giugno | Merseyside Tournament 1974 Merseyside, Gran Bretagna Erba Singolare - Doppio          | Janet Haas Wendy Paish 6-2 6-4                | Berverley Vercoe Elvira Weisenberger |               |                     |
| 23 giugno | International Women's Open 1974 Eastbourne, Gran Bretagna Erba Singolare - Doppio     | Chris Evert 7-5 6-4                           | Virginia Wade                        |               |                     |
| 23 giugno | International Women's Open 1974 Eastbourne, Gran Bretagna Erba Singolare - Doppio     | Helen Gourlay-Cawley Karen Krantzcke 6-2, 6-0 | Chris Evert Ol'ga Morozova           |               |                     |
| 30 giugno | Three Countries 1974 Heerlen, Paesi Bassi Terra rossa Singolare - Doppio              | Carmen Perea-Alcala 6-3 6-3                   | Silvia Blume                         |               |                     |
| 30 giugno | Three Countries 1974 Heerlen, Paesi Bassi Terra rossa Singolare - Doppio              |                                               |                                      |               |                     |

### Luglio
| Settimana | Torneo                                                                                                  | Vincitore                                                  | Finalista                                | Semifinalisti | Eliminati ai quarti |
| --------- | --- | ---------------------------------------------------------- | ---------------------------------------- | ------------- | ------------------- |
| luglio    | Czechoslovakian International Championships 1974 Ostrava, Cecoslovacchia Terra rossa Singolare - Doppio | Renáta Tomanová 6-2 6-3                                    | Mirka Kozeluhova Bendlova                |               |                     |
| luglio    | Czechoslovakian International Championships 1974 Ostrava, Cecoslovacchia Terra rossa Singolare - Doppio |                                                            |                                          |               |                     |
| 7 luglio  | Torneo di Travemünde 1974 Travemünde, Germania Terra rossa Singolare - Doppio                           | Helga Niessen Masthoff 6-4 6-2                             | Heide Schildknecht Orth                  |               |                     |
| 7 luglio  | Torneo di Travemünde 1974 Travemünde, Germania Terra rossa Singolare - Doppio                           | Helga Niessen Masthoff Heide Schildknecht Orth 6-3 7-5     | Kazuko Sawamatsu Kayoko Fukuoka          |               |                     |
| 13 luglio | East of England Championships 1974 Felixstowe, Gran Bretagna Erba Singolare - Doppio                    | Greta Stirton 6-3 7-5                                      | Lois Raymond                             |               |                     |
| 13 luglio | East of England Championships 1974 Felixstowe, Gran Bretagna Erba Singolare - Doppio                    | Lois Raymond Greta Stirton                                 | Biddlecombe Fulcher                      |               |                     |
| 13 luglio | Welsh Open 1974 Newport, Gran Bretagna Erba Singolare - Doppio                                          | Julie Heldman 6-3 6-4                                      | Sue Mappin                               |               |                     |
| 13 luglio | Welsh Open 1974 Newport, Gran Bretagna Erba Singolare - Doppio                                          | Lesley Charles Sue Mappin 5-0 ritiro                       | Julie Heldman Paulina Peisachov          |               |                     |
| 13 luglio | Irish Open 1974 Dublino, Irlanda Cemento Singolare - Doppio                                             | Gail Sherriff Chanfreau Lovera 6-4 6-1                     | Raquel Giscafré                          |               |                     |
| 13 luglio | Irish Open 1974 Dublino, Irlanda Cemento Singolare - Doppio                                             | Dianne Fromholtz Balestrat Raquel Giscafré 6-2 6-1         | Mandy Morgan Pam Whytcross               |               |                     |
| 13 luglio | Scottish Championships 1974 Edimburgo, Gran Bretagna Erba Singolare - Doppio                            | Marjorie Love 3-6 6-1 6-0                                  | Patricia Coleman-Gregg                   |               |                     |
| 13 luglio | Scottish Championships 1974 Edimburgo, Gran Bretagna Erba Singolare - Doppio                            | Pat Gregg Matheson 7-5 4-6 6-3                             | Ruth Allan Jenny Helliar                 |               |                     |
| 14 luglio | Düsseldorf Open 1974 Düsseldorf, Germania Terra rossa Singolare - Doppio                                | Katja Burgemeister Ebbinghaus 6-2 6-1                      | Helga Niessen Masthoff                   |               |                     |
| 14 luglio | Düsseldorf Open 1974 Düsseldorf, Germania Terra rossa Singolare - Doppio                                | Helga Niessen Masthoff Heide Schildknecht Orth 6-4 4-6 6-1 | Fiorella Bonicelli Maria Nasuelli        |               |                     |
| 14 luglio | Swedish Open 1974 Båstad, Svezia Terra rossa Singolare - Doppio                                         | Sue Barker 6-1 7-5                                         | Marijke Jansen-Schaar                    |               |                     |
| 14 luglio | Swedish Open 1974 Båstad, Svezia Terra rossa Singolare - Doppio                                         | Sue Barker Glynis Coles-Bond 6-2 6-0                       | Fiorella Bonicelli Anna-Maria Nasuelli   |               |                     |
| 14 luglio | WTA Swiss Open 1974 Gstaad, Svizzera Terra rossa Singolare - Doppio                                     | Helga Schultze-Hösl 4-6 6-4 6-3                            | Lea Pericoli                             |               |                     |
| 14 luglio | WTA Swiss Open 1974 Gstaad, Svizzera Terra rossa Singolare - Doppio                                     | Helga Schultze-Hösl Lea Pericoli 6-2 6-0                   | Kayoko Fukuoka M. Rodrieguez             |               |                     |
| 15 luglio | Southern Championships 1974 Raleigh, USA Terra rossa Singolare - Doppio                                 | Jeanne Evert 6-1 6-4                                       | Jodi Appelbaum                           |               |                     |
| 15 luglio | Southern Championships 1974 Raleigh, USA Terra rossa Singolare - Doppio                                 | Rayni Fox Kathy May 5-7 6-4 6-2                            | Lindsay Morse Joanne Russell             |               |                     |
| 20 luglio | Midland Counties Championships 1974 Edgbaston, Gran Bretagna Erba Singolare - Doppio                    | Aitken 7-6 6-3                                             | Hazel Cheadle                            |               |                     |
| 20 luglio | Midland Counties Championships 1974 Edgbaston, Gran Bretagna Erba Singolare - Doppio                    |                                                            |                                          |               |                     |
| 20 luglio | Essex Championships 1974 Frinton-on-Sea, Gran Bretagna Erba Singolare - Doppio                          | Corinne Molesworth 7-6 6-4                                 | Beverley Vercoe                          |               |                     |
| 20 luglio | Essex Championships 1974 Frinton-on-Sea, Gran Bretagna Erba Singolare - Doppio                          |                                                            |                                          |               |                     |
| 20 luglio | North of England Championships 1974 Hoylake, Gran Bretagna Erba Singolare - Doppio                      | Jackie Fayter-Hough 6-0 7-5                                | Patti Hogan                              |               |                     |
| 20 luglio | North of England Championships 1974 Hoylake, Gran Bretagna Erba Singolare - Doppio                      | Jenny Dimond Dianne Fromholtz 9-7 6-3                      | Patti Hogan Wendy Paish                  |               |                     |
| 21 luglio | WTA Austrian Open 1974 Kitzbühel, Austria Terra rossa Singolare - Doppio                                | Mirka Kozeluhova Bendlova 6-3 6-0                          | Mima Jaušovec                            |               |                     |
| 21 luglio | WTA Austrian Open 1974 Kitzbühel, Austria Terra rossa Singolare - Doppio                                | Beatrix Klein Éva Szabó 6–1, 6–4                           | Anna Maria Arias-Pinto Bravo Iris Riedel |               |                     |
| 21 luglio | Montana Invitational 1974 Montana, Svizzera Terra rossa Singolare - Doppio                              | Alena Palmeova-West 7-6 6-4                                | Lucia Bassi                              |               |                     |
| 21 luglio | Montana Invitational 1974 Montana, Svizzera Terra rossa Singolare - Doppio                              | Alena Palmeova-West Lucia Bassi 6-3 6-3                    | Judy Connor Chaloner Lynn Cooper         |               |                     |
| 21 luglio | Torneo di Tacoma 1974 Tacoma, USA Singolare - Doppio                                                    | Sally Moore 7-6 6-4                                        | Robin Kahn                               |               |                     |
| 21 luglio | Torneo di Tacoma 1974 Tacoma, USA Singolare - Doppio                                                    | Isabel Ortiz Claire Schmoyer 7-6 6-0                       | Cherie Kay Jennifer Geddes               |               |                     |

### Agosto
| Settimana | Torneo                                                                                | Vincitore                                                        | Finalista                         | Semifinalisti | Eliminati ai quarti |
| --------- | ------------------------------------------------------------------------------------- | ---------------------------------------------------------------- | --------------------------------- | ------------- | ------------------- |
| agosto    | European Amateur Championships 1974 Breslavia, Polonia Terra rossa Singolare - Doppio | Martina Navrátilová 7-9 6-3 6-2                                  | Marina Krošina                    |               |                     |
| agosto    | European Amateur Championships 1974 Breslavia, Polonia Terra rossa Singolare - Doppio | Marina Krošina Ol'ga Morozova 6-2 6-0                            | Nataša Čmyreva Yelena Granaturova |               |                     |
| agosto    | European Amateur Championships 1974 Breslavia, Polonia Terra rossa Singolare - Doppio | Doppio misto: Ol'ga Morozova Aleksandre Met'reveli 12-10 6-8 6-1 | Martina Navrátilová Jan Bedan     |               |                     |
| 4 agosto  | Turkey Open 1974 Istanbul, Turchia Terra rossa Singolare - Doppio                     | Raquel Giscafré 6-1 6-3                                          | Alena Palmeova-West               |               |                     |
| 4 agosto  | Turkey Open 1974 Istanbul, Turchia Terra rossa Singolare - Doppio                     |                                                                  |                                   |               |                     |
| 12 agosto | Brumana International 1974 Beirut, Libano Singolare - Doppio                          | Chris Matison                                                    | Raquel Giscafré                   |               |                     |
| 12 agosto | Brumana International 1974 Beirut, Libano Singolare - Doppio                          | Raquel Giscafré Butch Walts                                      | Chris Matison Mark Farrell        |               |                     |
| 18 agosto | German Closed Championships 1974 Berlino, Germania Terra rossa Singolare - Doppio     | Helga Schultze Hösl                                              | Helga Niessen Masthoff            |               |                     |
| 18 agosto | German Closed Championships 1974 Berlino, Germania Terra rossa Singolare - Doppio     | Helga Niessen Masthoff Heide Schildknecht Orth                   |                                   |               |                     |
| 18 agosto | German Closed Championships 1974 Berlino, Germania Terra rossa Singolare - Doppio     | Doppio misto: Edith Winkens Hans-Joachim Plotz                   |                                   |               |                     |
| 25 agosto | WTA New Jersey 1974 Orange, USA Erba Singolare - Doppio                               | Pam Teeguarden 7-5 6-3                                           | Dianne Fromholtz Balestrat        |               |                     |
| 25 agosto | WTA New Jersey 1974 Orange, USA Erba Singolare - Doppio                               | Pam Teeguarden Ann Kiyomura 6-2, 6-0                             | Kathleen Harter Marita Redondo    |               |                     |
| 24 agosto | Torneo di Exmouth 1974 Exmouth, Gran Bretagna Singolare - Doppio                      | Sue Barker 6-2 6-2                                               | Annette Coe                       |               |                     |
| 24 agosto | Torneo di Exmouth 1974 Exmouth, Gran Bretagna Singolare - Doppio                      | Jenny Dimond Jenny Helliar 6-2 6-3                               | Sue Barker Annette Coe            |               |                     |
| 25 agosto | Pennsylvania Lawn Tennis Championship 1974 Merion, USA Erba Singolare - Doppio        | Kathy May 6-3 7-5                                                | Barbara Jordan                    |               |                     |
| 25 agosto | Pennsylvania Lawn Tennis Championship 1974 Merion, USA Erba Singolare - Doppio        | Bunny Bruning Barbara Hallquist 6-3 6-2                          | Nancy Yeargin Candy Reynolds      |               |                     |
| 31 agosto | Torquay Cup 1974 Torquay, Gran Bretagna Singolare - Doppio                            | Sue Barker 6-1 6-1                                               | Annette Coe                       |               |                     |
| 31 agosto | Torquay Cup 1974 Torquay, Gran Bretagna Singolare - Doppio                            | Sue Barker Annette Coe 6-3 4-6 6-1                               | Jenny Dimond Jenny Helliar        |               |                     |

### Settembre
| Settimana    | Torneo                                                                                     | Vincitore                                  | Finalista                        | Semifinalisti | Eliminati ai quarti |
| ------------ | ------------------------------------------------------------------------------------------ | ------------------------------------------ | -------------------------------- | ------------- | ------------------- |
| 15 settembre | Aix Golden Racquet Tournament 1974 Aix-en-Provence, Francia Terra rossa Singolare - Doppio | Gail Chanfreau 6-4 6-3                     | Odile de Roubin                  |               |                     |
| 15 settembre | Aix Golden Racquet Tournament 1974 Aix-en-Provence, Francia Terra rossa Singolare - Doppio |                                            |                                  |               |                     |
| 15 settembre | Womens Mini Circuit Of Sacramento 1974 Sacramento, USA Cemento Singolare - Doppio          | Dianne Fromholtz 4-6 6-3 6-3               | Ann Kiyomura                     |               |                     |
| 15 settembre | Womens Mini Circuit Of Sacramento 1974 Sacramento, USA Cemento Singolare - Doppio          | Ann Kiyomura Wendy Turnbull 6-4 6-3        | Pat Bostrom Kristy Pigeon        |               |                     |
| 22 settembre | Novato Womens Satellite 1974 Novato, USA Cemento Singolare - Doppio                        | Denise Triolo 6-4 6-2                      | Sue Mehmedbasich                 |               |                     |
| 22 settembre | Novato Womens Satellite 1974 Novato, USA Cemento Singolare - Doppio                        | Pat Bostrom Carrie Meyer 6-2 6-3           | Ching Ling Chang Wendy Turnbull  |               |                     |
| 22 settembre | Ostrava International 1974 Ostrava, Cecoslovacchia Terra rossa Singolare - Doppio          | Renáta Tomanová 6-2 6-3                    | Mirka Kozeluhova Bendlova        |               |                     |
| 22 settembre | Ostrava International 1974 Ostrava, Cecoslovacchia Terra rossa Singolare - Doppio          |                                            |                                  |               |                     |
| 22 settembre | Sri Lanka Nationals Championships 1974 Colombo, Sri Lanka Singolare - Doppio               | Lany Kaligis 7-5 1-6 6-1                   | Lita Liem Sugiarto               |               |                     |
| 22 settembre | Sri Lanka Nationals Championships 1974 Colombo, Sri Lanka Singolare - Doppio               |                                            |                                  |               |                     |
| 23 settembre | Romanian Championships 1974 Bucarest, Romania Singolare - Doppio                           | Virginia Ruzici 6-3 6-2                    | Mariana Simionescu               |               |                     |
| 23 settembre | Romanian Championships 1974 Bucarest, Romania Singolare - Doppio                           | Virginia Ruzici Mariana Simionescu 6-2 6-2 | Florența Mihai Simona Nunweiler  |               |                     |
| 23 settembre | Los Angeles Open 1974 Los Angeles, USA Cemento Singolare - Doppio                          | Linda Lewis 6-2 6-2                        | Sue Hagey                        |               |                     |
| 23 settembre | Los Angeles Open 1974 Los Angeles, USA Cemento Singolare - Doppio                          | Sue Hagey Kathy May 6-2 6-4                | Dodo Cheney Thomas               |               |                     |
| 29 settembre | Skopje International 1974 Skopje, Jugoslavia Terra rossa Singolare - Doppio                | Mila Holubova 6-2 4-6 6-0                  | Beatrix Klein                    |               |                     |
| 29 settembre | Skopje International 1974 Skopje, Jugoslavia Terra rossa Singolare - Doppio                | Beatrix Klein Éva Szabó 6-3 6-4            | Fiorella Bonicelli Mila Holubova |               |                     |
| 29 settembre | Stockton Women's Satellite 1974 Stockton, USA Cemento Singolare - Doppio                   | Carrie Meyer 4-6 6-1 6-2                   | Raquel Giscafré                  |               |                     |
| 29 settembre | Stockton Women's Satellite 1974 Stockton, USA Cemento Singolare - Doppio                   | Patricia Bostrom Ching Ling Chang 6-2 7-5  | Mary McLean Pam Champagne        |               |                     |

### Ottobre
| Settimana  | Torneo                                                                                   | Vincitore                                             | Finalista                                   | Semifinalisti | Eliminati ai quarti |
| ---------- | ---------------------------------------------------------------------------------------- | ----------------------------------------------------- | ------------------------------------------- | ------------- | ------------------- |
| ottobre    | Caribbean Cup 1974 Panama, Panama Singolare - Doppio                                     | Pam Teeguarden 6-4 6-3                                | Isabel Fernandez                            |               |                     |
| ottobre    | Caribbean Cup 1974 Panama, Panama Singolare - Doppio                                     |                                                       |                                             |               |                     |
| 6 ottobre  | Aptos Women's Satellite 1974 Aptos, USA Cemento Singolare - Doppio                       | Lindsay Morse 6-2 6-2                                 | Patricia Bostrom                            |               |                     |
| 6 ottobre  | Aptos Women's Satellite 1974 Aptos, USA Cemento Singolare - Doppio                       | Bunny Bruning Sue Eastman 6-2 6-3                     | Patricia Bostrom Ching Ling Chang           |               |                     |
| 6 ottobre  | Torneo di Tel Aviv 1974 Tel Aviv, Israele Singolare - Doppio                             | Pauline Peisachov 6-1 6-2                             | R Murphy                                    |               |                     |
| 6 ottobre  | Torneo di Tel Aviv 1974 Tel Aviv, Israele Singolare - Doppio                             |                                                       |                                             |               |                     |
| 7 ottobre  | Eastern Suburbs Open 1974 Sydney, Australia Singolare - Doppio                           | Lesley Turner Bowrey 2-6 6-3 6-0                      | Kathy Walker                                |               |                     |
| 7 ottobre  | Eastern Suburbs Open 1974 Sydney, Australia Singolare - Doppio                           |                                                       |                                             |               |                     |
| 13 ottobre | Japan Open Tennis Championships 1974 Tokyo, Giappone Sintetico indoor Singolare - Doppio | Maria Ester Bueno 3-6 6-4 6-3                         | Katja Burgemeister Ebbinghaus               |               |                     |
| 13 ottobre | Japan Open Tennis Championships 1974 Tokyo, Giappone Sintetico indoor Singolare - Doppio | Ann Kiyomura Kazuko Sawamatsu 4-6 6-4 6-0             | Kimiyo Hatanaka Janet Young                 |               |                     |
| 13 ottobre | Melia Trophy 1974 Madrid, Spagna Terra rossa Singolare - Doppio                          | Helga Niessen Masthoff 6-2 6-4                        | Tine Zwaan                                  |               |                     |
| 13 ottobre | Melia Trophy 1974 Madrid, Spagna Terra rossa Singolare - Doppio                          | Lesley Charles Sue Mappin 6-2 ritiro                  | Cora Schediwy-Creydt Helga Niessen Masthoff |               |                     |
| 13 ottobre | Melia Trophy 1974 Madrid, Spagna Terra rossa Singolare - Doppio                          | Doppio misto: Virginia Ruzici Ion Țiriac 7-6 4-6 6-3  | Lesley Charles Mike Farrell                 |               |                     |
| 20 ottobre | Barcelona Ladies Open 1974 Barcellona, Spagna Terra rossa Singolare - Doppio             | Nathalie Fuchs 7-5 8-6                                | Glynis Coles-Bond                           |               |                     |
| 20 ottobre | Barcelona Ladies Open 1974 Barcellona, Spagna Terra rossa Singolare - Doppio             | Lindsey Beaven María-Isabel Fernández 7-9 10-8 6-2    | Mirka Kozeluhova Bendlova Renáta Tomanová   |               |                     |
| 20 ottobre | Barcelona Ladies Open 1974 Barcellona, Spagna Terra rossa Singolare - Doppio             | Doppio misto: Renáta Tomanová Iván Molina 6-3 6-3     | Isabel Fernandez Jairo Velasco, Sr.         |               |                     |
| 25 ottobre | Toray Sillok 1974 Tokyo, Giappone Singolare - Doppio                                     | Kazuko Sawamatsu 6-4 7-5                              | Wendy Overton                               |               |                     |
| 25 ottobre | Toray Sillok 1974 Tokyo, Giappone Singolare - Doppio                                     |                                                       |                                             |               |                     |
| 27 ottobre | Hilton Head Classic 1974 Hilton Head, USA Cemento Singolare - Doppio                     | Chris Evert 6-1 6-3                                   | Virginia Wade                               |               |                     |
| 27 ottobre | Hilton Head Classic 1974 Hilton Head, USA Cemento Singolare - Doppio                     | Evonne Goolagong Virginia Wade 3-6 6-4 6-3            | Chris Evert Billie Jean King                |               |                     |
| 27 ottobre | Hilton Head Classic 1974 Hilton Head, USA Cemento Singolare - Doppio                     | Doppio misto: Billie Jean King Stan Smith 3-6 7-5 6-3 | Evonne Goolagong Rod Laver                  |               |                     |
| 27 ottobre | South Coast Championships 1974 Southport, Australia Singolare - Doppio                   | Julie Hanrahan 6-0 3-6 6-4                            | Janet Fallis                                |               |                     |
| 27 ottobre | South Coast Championships 1974 Southport, Australia Singolare - Doppio                   |                                                       |                                             |               |                     |

### Novembre
| Settimana   | Torneo                                                                                               | Vincitore                                                     | Finalista                                       | Semifinalisti | Eliminati ai quarti |
| ----------- | --- | ------------------------------------------------------------- | ----------------------------------------------- | ------------- | ------------------- |
| 2 novembre  | Welsh International Open 1974 Cardiff, Gran Bretagna Terra rossa Singolare - Doppio                  | Julie Heldman 6-4 6-2                                         | Glynis Coles-Bond                               |               |                     |
| 2 novembre  | Welsh International Open 1974 Cardiff, Gran Bretagna Terra rossa Singolare - Doppio                  | Lesley Charles Sue Mappin 3-6, 6-2, 6-2                       | Jackie Fayter-Hough Joyce Barclay-Williams-Hume |               |                     |
| 9 novembre  | Edinburgh Cup 1974 Edimburgo, Gran Bretagna Campo indoor Singolare - Doppio                          | Virginia Wade 6-3 4-6 6-2                                     | Julie Heldman                                   |               |                     |
| 9 novembre  | Edinburgh Cup 1974 Edimburgo, Gran Bretagna Campo indoor Singolare - Doppio                          | Mima Jaušovec Virginia Ruzici 6–4, 4–6, 6–4                   | María-Isabel Fernández Raquel Giscafré          |               |                     |
| 10 novembre | South Queensland Championships 1974 Ipswich, Australia Singolare - Doppio                            | S. Quinnell 2-6 6-3 7-5                                       | Donna Kelly                                     |               |                     |
| 10 novembre | South Queensland Championships 1974 Ipswich, Australia Singolare - Doppio                            |                                                               |                                                 |               |                     |
| 16 novembre | Bremar Cup 1974 Londra, Gran Bretagna Campo indoor Singolare - Doppio                                | Virginia Wade 7-6 6-2                                         | Julie Heldman                                   |               |                     |
| 16 novembre | Bremar Cup 1974 Londra, Gran Bretagna Campo indoor Singolare - Doppio                                | Virginia Wade Sharon Walsh 6-2, 6-7, 6-2                      | Lesley Charles Sue Mappin                       |               |                     |
| 16 novembre | Victorian Hard Court Championships 1974 Melbourne, Australia Singolare - Doppio                      | Vicki Lancaster 7-6 3-6 6-3                                   | Cynthia Sieler Doerner                          |               |                     |
| 16 novembre | Victorian Hard Court Championships 1974 Melbourne, Australia Singolare - Doppio                      |                                                               |                                                 |               |                     |
| 16 novembre | Port Washington Festival of Tennis 1974 Port Washington, USA Campo indoor Singolare - Doppio         | Wendy Paish 6-3 6-1                                           | Ann Moore                                       |               |                     |
| 16 novembre | Port Washington Festival of Tennis 1974 Port Washington, USA Campo indoor Singolare - Doppio         |                                                               |                                                 |               |                     |
| 17 novembre | Queensland Hard Court Championships 1974 Redcliffe, Australia Singolare - Doppio                     | Nerida Gregory 6-2 6-0                                        | Rosemary White Gibson                           |               |                     |
| 17 novembre | Queensland Hard Court Championships 1974 Redcliffe, Australia Singolare - Doppio                     |                                                               |                                                 |               |                     |
| 23 novembre | Palace Hotel Covered Court Championships 1974 Torquay, Gran Bretagna Campo indoor Singolare - Doppio | Ann Haydon Jones 7-5 7-6                                      | Janet Newberry                                  |               |                     |
| 23 novembre | Palace Hotel Covered Court Championships 1974 Torquay, Gran Bretagna Campo indoor Singolare - Doppio | Ann Haydon Jones Winnie Shaw 3-6 6-1 6-3                      | Janet Newberry Patti Hogan                      |               |                     |
| 24 novembre | WTA Argentine Open 1974 Buenos Aires, Argentina Terra rossa Singolare - Doppio                       | Raquel Giscafré 7-5 1-6 6-2                                   | Beatrix Araujo                                  |               |                     |
| 24 novembre | WTA Argentine Open 1974 Buenos Aires, Argentina Terra rossa Singolare - Doppio                       | Katja Burgemeister Ebbinghaus Helga Niessen Masthoff 6-0, 6-1 | Raquel Giscafré Beatrix Araujo                  |               |                     |
| 26 novembre | Borden Classic 1974 (Gunze Tournament) Hirakata, Giappone Campo indoor Singolare - Doppio            | Chris Evert 6-0 6-2                                           | Rosie Casals                                    |               |                     |
| 26 novembre | Borden Classic 1974 (Gunze Tournament) Hirakata, Giappone Campo indoor Singolare - Doppio            | Rosie Casals Lesley Hunt 6-3 6-4                              | Julie Heldman Kazuko Sawamatsu                  |               |                     |
| 30 novembre | Natal Open 2 1974 Durban, Sudafrica Cemento Singolare - Doppio                                       | Linky Boshoff 0-6 6-0 6-4                                     | Greer Stevens                                   |               |                     |
| 30 novembre | Natal Open 2 1974 Durban, Sudafrica Cemento Singolare - Doppio                                       |                                                               |                                                 |               |                     |
| 30 novembre | Queensland Open 1974 Brisbane, Australia Erba Singolare - Doppio                                     | Evonne Goolagong Cawley 6-1 6-2                               | Cyntia Doerner-Seiler                           |               |                     |
| 30 novembre | Queensland Open 1974 Brisbane, Australia Erba Singolare - Doppio                                     | Evonne Goolagong Cawley Peggy Michel 6-1, 6-2                 | Vicki Kerr Lancaster Cecilia Martinez           |               |                     |

### Dicembre
| Settimana   | Torneo                                                                                    | Vincitore                                          | Finalista                            | Semifinalisti | Eliminati ai quarti |
| ----------- | ----------------------------------------------------------------------------------------- | -------------------------------------------------- | ------------------------------------ | ------------- | ------------------- |
| dicembre    | Sydney Manly Seaside Championships 1974 Sydney, Australia Singolare - Doppio              | Chris O'Neil                                       | non conosciuta (bandiera)            |               |                     |
| dicembre    | Sydney Manly Seaside Championships 1974 Sydney, Australia Singolare - Doppio              |                                                    |                                      |               |                     |
| 1º dicembre | Australian Hard Court Championships 1974 Gympie, Australia Terra rossa Singolare - Doppio | Helena Anliot 6-2 7-5                              | Nataša Čmyreva                       |               |                     |
| 1º dicembre | Australian Hard Court Championships 1974 Gympie, Australia Terra rossa Singolare - Doppio |                                                    |                                      |               |                     |
| 7 dicembre  | Border Championships 1974 East London, Sudafrica Cemento Singolare - Doppio               | Brigette Cuypers 3-6 7-6 6-1                       | Annette Van Zyl                      |               |                     |
| 7 dicembre  | Border Championships 1974 East London, Sudafrica Cemento Singolare - Doppio               | Annette DuPlooy Sharon Walsh 6-3 2-6 6-3           | Linky Boshoff Brigitte Cuypers       |               |                     |
| 7 dicembre  | South Australian Open 1974 Adelaide, Australia Erba Singolare - Doppio                    | Ol'ga Morozova 7-6 2-6 6-2                         | Evonne Goolagong Cawley              |               |                     |
| 7 dicembre  | South Australian Open 1974 Adelaide, Australia Erba Singolare - Doppio                    | Evonne Goolagong Peggy Michel 6-3 4-6 7-5          | Martina Navrátilová Kazuko Sawamatsu |               |                     |
| 14 dicembre | OFS Championships 1974 Bloemfontein, Sudafrica Cemento Singolare - Doppio                 | Sharon Walsh 6-4 6-3                               | Brigette Cuypers                     |               |                     |
| 14 dicembre | OFS Championships 1974 Bloemfontein, Sudafrica Cemento Singolare - Doppio                 | Linky Boshoff Sharon Walsh 6-1 6-3                 | Alison McMillan Greer Stevens        |               |                     |
| 15 dicembre | Tasmanian Open 1974 Hobart, Australia Erba Singolare - Doppio                             | Sue Barker 6-4 6-2                                 | Christine Matison                    |               |                     |
| 15 dicembre | Tasmanian Open 1974 Hobart, Australia Erba Singolare - Doppio                             |                                                    |                                      |               |                     |
| 15 dicembre | Western Australian Open 1974 Perth, Australia Erba Singolare - Doppio                     | Margaret Smith-Court 6-4 7-5                       | Ol'ga Morozova                       |               |                     |
| 15 dicembre | Western Australian Open 1974 Perth, Australia Erba Singolare - Doppio                     | Ol'ga Morozova Martina Navrátilová 6–1, 6–3        | Lesley Hunt Kazuko Sawamatsu         |               |                     |
| 21 dicembre | Eastern Province Championships 1974 Port Elizabeth, Sudafrica Cemento Singolare - Doppio  | Annette Van Zyl 6-4 6-1                            | Linky Boshoff                        |               |                     |
| 21 dicembre | Eastern Province Championships 1974 Port Elizabeth, Sudafrica Cemento Singolare - Doppio  | Annette Coe Sharon Walsh 6-4 6-0                   | Annette Duplooy Minnie Van Zyl       |               |                     |
| 21 dicembre | Western Province Championships 1974 Città del Capo, Sudafrica Cemento Singolare - Doppio  | Sharon Walsh 6-4 6-1                               | Ilana Kloss                          |               |                     |
| 21 dicembre | Western Province Championships 1974 Città del Capo, Sudafrica Cemento Singolare - Doppio  | Linky Boshoff Ilana Kloss 7-6 6-4                  | Annette Duplooy Minnie Van Zyl       |               |                     |
| 22 dicembre | New South Wales Open dicembre 1974 Sydney, Australia Erba Singolare - Doppio              | Evonne Goolagong Cawley 6-3 7-5                    | Margaret Smith-Court                 |               |                     |
| 22 dicembre | New South Wales Open dicembre 1974 Sydney, Australia Erba Singolare - Doppio              | Evonne Goolagong Cawley Peggy Michel 6-7, 6-4, 6-1 | Ol'ga Morozova Martina Navrátilová   |               |                     |